# Daniel Sanders
Daniel Sanders, född 12 november 1819 i Alt-Strelitz, död där 11 mars 1897, var en tysk filolog.
Sanders, som var av judisk börd, var i sin födelsestad rektor för en skola, som tillvann sig stort anseende, men levde från 1852 som privatman. År 1852 kritiserade han skarpt bröderna Grimms ordboksarbete, och själv utarbetade han Wörterbuch der deutschen Sprache. Mit Belegen von Luther bis auf die Gegenwart (två band, 1859-65), hans främsta verk, till vilken anslöt sig Ergänzungswörterbuch der deutschen Sprache (1879-85). Vidare utgav han Handwörterbuch der deutschen Sprache (1869, åttonde upplagan, bearbetad av Ernst Wülfing, 1910), Fremdwörterbuch (1871; andra upplagan 1891), Wörterbuch deutscher Synonymen (1871; andra upplagan 1882) jämte Neue Beiträge zur deutschen Synonymik (1881), Bausteine zu einem Wörterbuch der sinnverwandten Ausdrücke im Deutschen (1889) och Deutsche Synonymen. Gesammtausgabe der "Neuen Beiträge zur deutschen Synonymik" und der "Bausteine zu einem Wörterbuch der sinnverwandten Ausdrucke im Deutschen" (1896).
Bland Sanders övriga arbeten märks bland annat Wörterbuch der Hauptschwierigkeiten in der deutschen Sprache (1872; 31:a upplagan 1908), Deutscher Sprachschatz (1873-77) och Deutsche Sprachbriefe (21:a upplagan 1908). Han utgav även ortografiska och grammatikaliska arbeten (han var en av de verksammaste upphovsmännen till den tyska riksortografin) samt, tillsammans med Alexandros Rizos Rangavis, Geschichte der neugriechischen Litteratur (1884). Vid 70  års ålder påbörjade han utarbetandet av den tysk-engelska delen av den på Langenscheidts förlag utgivna encyklopediska engelsk-tyska och tysk-engelska ordboken ("Muret-Sanders"), men dukade under för bördan av detta jättearbete.